# Man (Côte d'Ivoire)
Pour les articles homonymes, voir Man.
 (octobre 2007).
Si vous disposez d'ouvrages ou d'articles de référence ou si vous connaissez des sites web de qualité traitant du thème abordé ici, merci de compléter l'article en donnant les références utiles à sa vérifiabilité et en les liant à la section « Notes et références ».

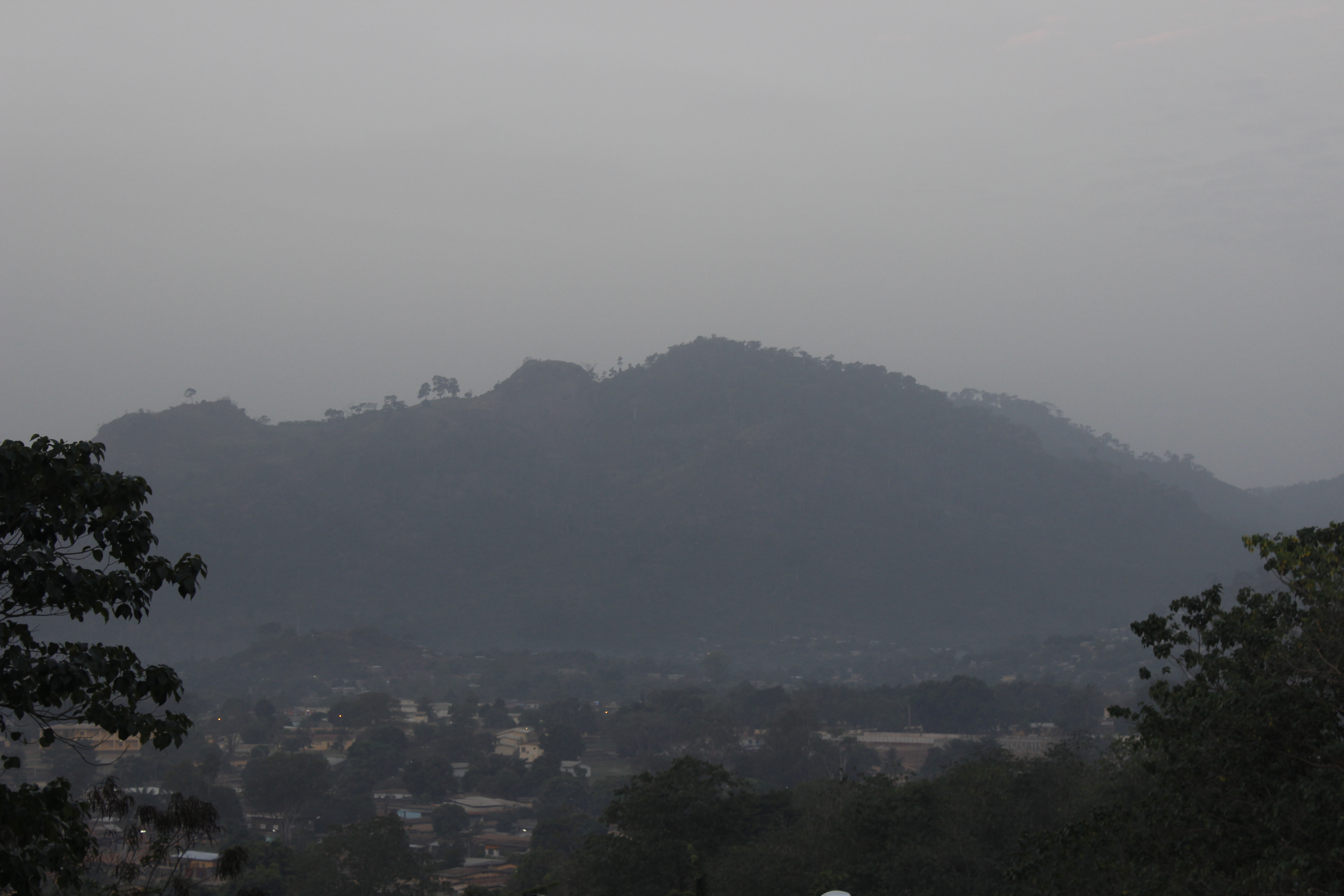
Man entourée de montagnes

Man est une grande ville du nord ouest de la Côte d'Ivoire, la capitale du district des Montagnes et le chef-lieu de la région du Tonkpi. En 2021, elle est la onzième ville la plus peuplée de la Côte d'Ivoire.

## Historique
La ville est surnommée la ville aux 18 montagnes et est située dans une cuvette entourée de montagnes de la dorsale guinéenne,. Elle tire le nom Man du sacrifice du patriarche Gbê, chef de canton de Gbêpleu à la fin du XIXe siècle. Celui-ci a donné en sacrifice sa fille unique prénommée Manlé, enterrée vivante dans la forêt sacrée de Gbêpleu, pour le développement et la croissance harmonieuse de la ville en création[source insuffisante]. La forêt de Gbêpleu est aujourd'hui protégée, et est l'habitat de singes sacrés. La ville de Man est située à 570 km d’Abidjan par la route et 455 km par avion. Man est l’une des plus grandes villes de Côte d’Ivoire et la plus grande ville de l’ouest de la Côte d’Ivoire avec 241 969 habitants. 
Le département de Man compte  461 135 habitants dont 245 091 hommes et 216 044 femmes selon le recensement de la population ivoirienne en 2021.
L'Université de Man se trouve dans la ville.

## Végétation
La végétation est composée essentiellement de forêts, dont on trouve sur les flancs de montagnes, variétés d'essences végétales. Le relief se compose d'un massif montagneux qui l'entoure. Quant au climat, il est plus chaud et sec que celui d'Abidjan, avec une saison des pluies très marquées, qui créent parfois des inondations aggravées par le relief, et peut-être aussi par les "aménagements" humains[réf. souhaitée]. Les mois de novembre et de décembre sont favorables pour visiter Man . 

## Administration
Man est le chef-lieu du département du même nom.
Une loi de 1978 a institué 27 communes de plein exercice sur le territoire du pays.
| Date d'élection | Identité                                     | Parti    | Qualité         | Statut |
| --------------- | -------------------------------------------- | -------- | --------------- | ------ |
| 1965            | Dion Robert                                  | PDCI-RDA | Homme politique | élu    |
| 1970            | Dion Robert (décédé le 4 février 1974        | PDCI-RDA | Homme politique | réélu  |
| 1985            | Jacquet Florent Droh (décédé le 4 mars 2011) | PDCI-RDA | Homme politique | élu    |
| 1990            | Gilbert Bleu-Lainé                           | PDCI-RDA | Homme politique | élu    |
| 1995            | Phylippes Sianélé Bouys                      | PDCI-RDA | Homme politique | élu    |
| 2001            | Albert Flindé                                | UDPCI    | Homme politique | élu    |
| 2011            | Tia André                                    | PDCI-RDA | Homme politique | élu    |
| 2015            | Aboubakar sidiki fofana                      | RHDP     | Homme politique | élu    |
| 2023            | Aboubakar Sidiki Fofana                      | RHDP     | Homme politique | élu    |

Après les évènements de 2002, la ville, comme toutes les localités du nord du pays, a été placée sous l'administration du MPCI devenu les Forces nouvelles de Côte d'Ivoire et se trouvait de fait sous l'autorité unique d'un « ⁣commandant de zone » (« com-zone »). Ce « ⁣commandant de zone », comme pour chacun des 10 secteurs de la zone nord ivoirienne, était désigné par le secrétaire général des Forces nouvelles de Côte d'Ivoire, à l'époque Guillaume Soro. Man était désigné depuis 2006 sous le terme de Zone n° 6.

## Représentation politique
| Date d'élection | Identité      | Parti | Qualité         | Statut |
| --------------- | ------------- | ----- | --------------- | ------ |
| 2012            | Sidiki Konaté | RDR   | Homme politique | élu    |

| Date d'élection | Identité                | Parti | Qualité         | Statut |
| --------------- | ----------------------- | ----- | --------------- | ------ |
| 2001            | Siki Blon Blaise        | UDPCI | Homme politique | élu    |
| 2023            | Aboubakar Sidiki Fofana | RHDP  | Homme politique | élu    |

## Société
La région de Man est célèbre pour ses danses traditionnelles et sites touristiques.

### Démographie
Selon le recensement de 2021, la ville compte 241 969 habitants. La population est constituée principalement de Yacoubas, Wobés et Touras. D’autres ethnies du pays comme : les Guérés, les Mahou (ka), les Malinké, les Koyaka, les Sénoufo et les Baoulé s’y trouvent également. À côté de ceux-ci, on y trouve les ressortissants des pays voisins et de la sous-région partagent l’espace avec ces derniers. Ainsi, on rencontre des Burkinabé, des Guinéens, des Maliens, des Sénégalais et des Nigériens.
| 1975   | Rec. 1988 | Rec. 1998 | Est. 2012 | Est. 2015 | Rec. 2021 |
| ------ | --------- | --------- | --------- | --------- | --------- |
| 50 288 | 88 294    | 116 657   | 172 867   | 214 220   | 241 969   |

### Éducation
L'université de Man est un établissement d'enseignement supérieur public de la ville. L'université est dédiée aux formations en Agroforesterie, Tourisme, Mines et Géologie, Énergie, Métallurgie et Mécanique.
Il y a au sein de la ville, une Institution de Formation et d'Éducation Féminine (IFEF).
La ville de Man abrite 44 écoles primaires qui accueillent 14 000 élèves et 2 lycées et 8 collèges pour 11 000 élèves.
Le département compte aussi une Institution de formation et d'éducation féminine (IFEF) située au chef-lieu, l'un des 90 centres de cette nature au pays. Cette institution a pour but de permettre aux femmes analphabètes, aux jeunes filles non scolarisées ou déscolarisées et aux femmes agricultrices de trouver une opportunité pour le développement de nouvelles aptitudes permettant leur insertion, leur empouvoirement et leur autonomisation.

### Économie

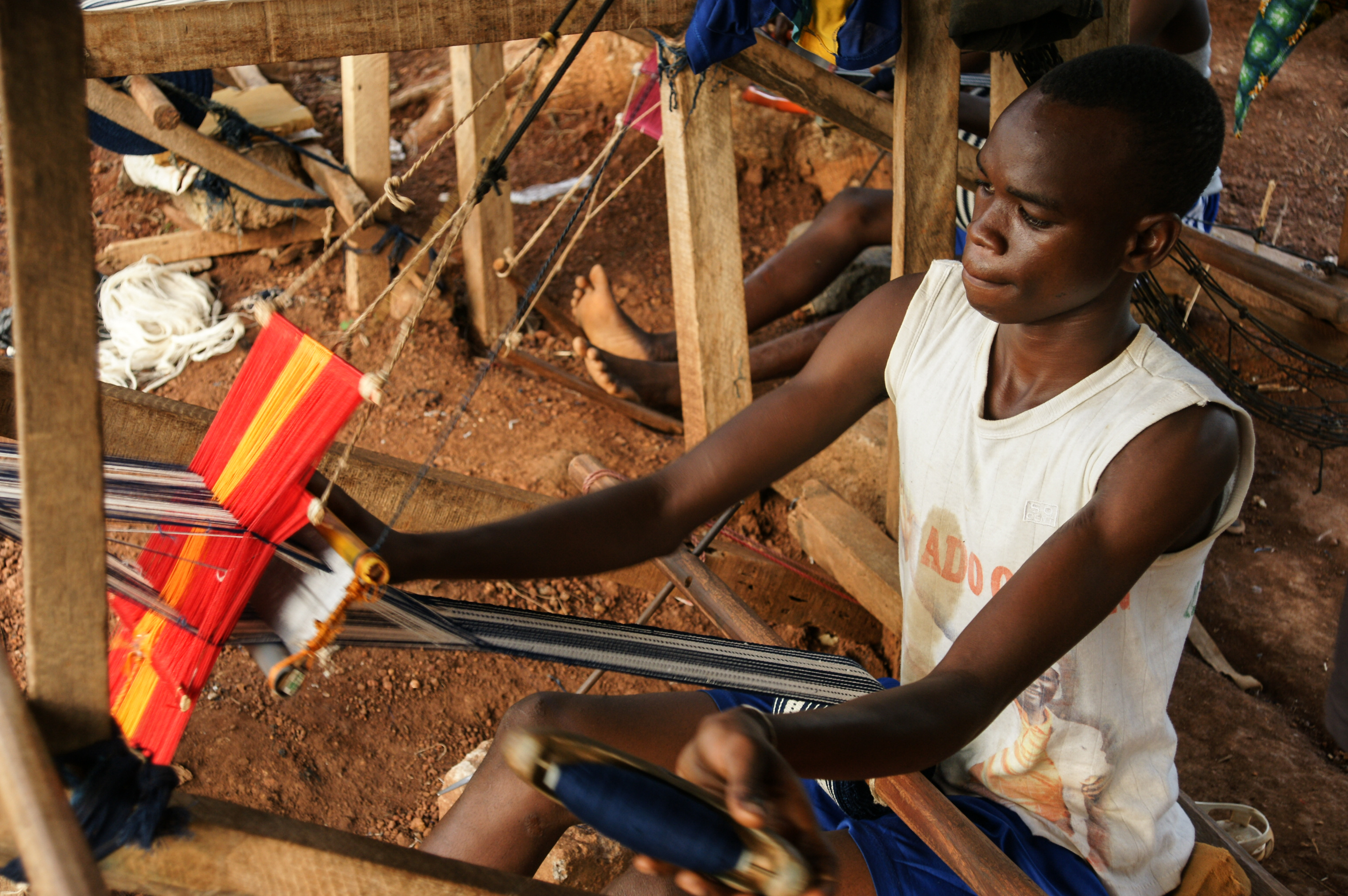
Tisserand à Man

On y travaille les pierres et des métaux précieux pour l'exportation. Jusqu'au milieu des années 1980, le travail de l'ivoire constituait une ressource économique importante pour la ville, mais depuis cette ressource a tari par l'interdiction du commerce international de l'ivoire,. La région vit aujourd'hui principalement de son agriculture (bois, cacao, café) destinée à l'exportation.

### Langues
Depuis l'indépendance, la langue officielle dans toute la Côte d'Ivoire est le français. La langue véhiculaire, parlée et comprise par la majeure partie de la population, est le dioula mais les langues vernaculaires de la région sont le Dan (langue maternelle des Yacoubas) et le Wê (parlé par les Wês et le peuple Wobé). Le français effectivement parlé dans la région, comme à Abidjan, est communément appelé le français populaire ivoirien ou français de dago qui se distingue du français standard par la prononciation et qui le rend quasi inintelligible pour un francophone non ivoirien. Une autre forme de français parlé est le nouchi, un  argot parlé surtout par les jeunes et qui est aussi la langue dans laquelle sont écrits deux magazines satiriques, Gbich! et Y a fohi. Le département de Sassandra accueillant de nombreux ivoiriens issus de toutes les régions du pays, toutes les langues vernaculaires du pays, environ une soixantaine, y sont pratiquées.

### Religion
La ville de Man a une grande communauté Islamique.

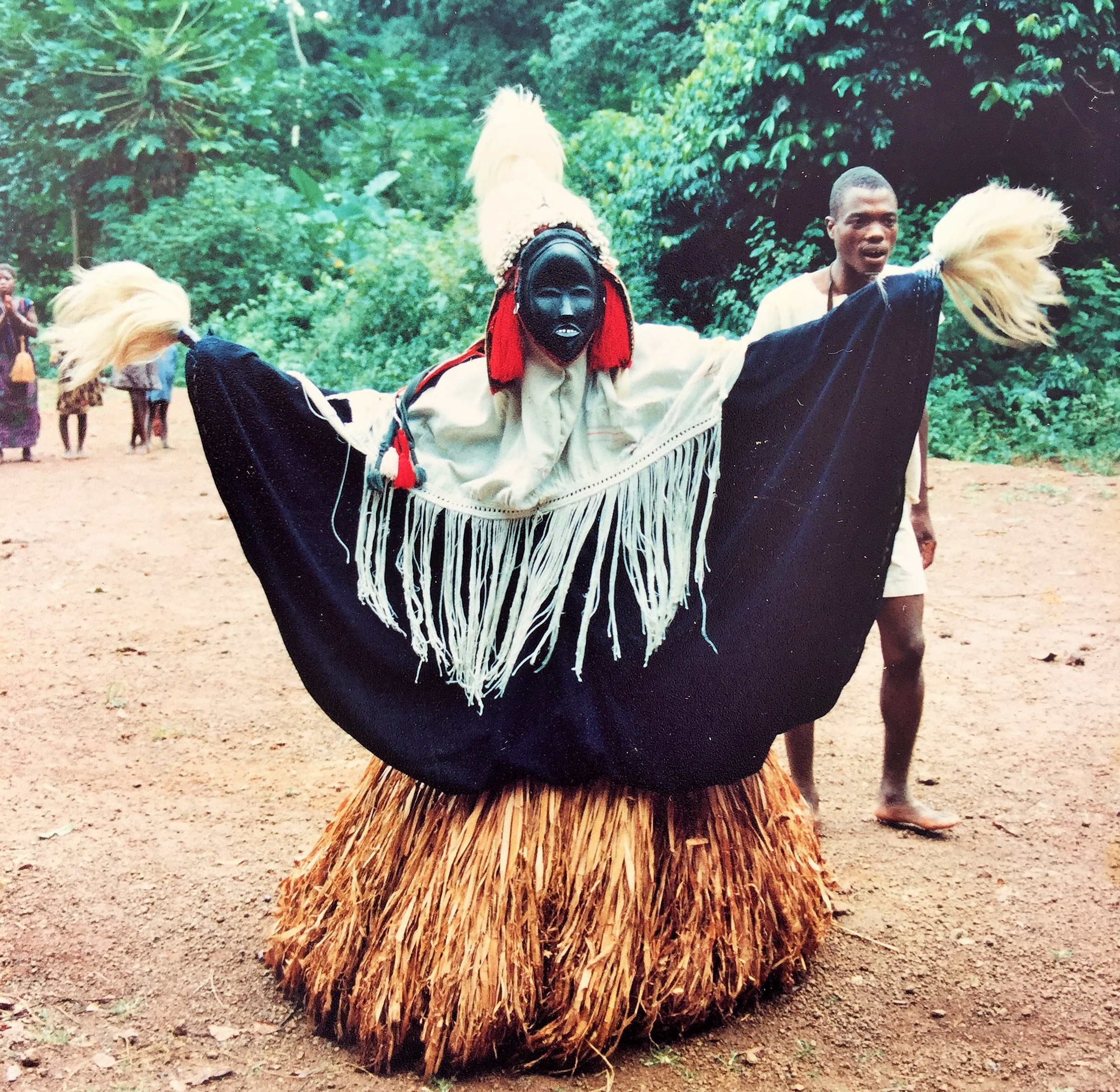
Masque traditionnel des Boonis

Man est le siège d'un évêché catholique créé le 8 juin 1968.

## Sports
Les compétitions sportives se déroulent exclusivement au chef-lieu du département, les autres localités ne disposant d'aucune infrastructure dédiée : la ville dispose d'un club de football, le Man FC qui évolue en MTN Ligue 2. Un autre club, le Angelique FC de Man, évolue en Championnat de Côte d'Ivoire de football de division régionale, équivalent d'une 4e division. Comme dans la plupart des villes du pays, il est organisé, de façon informelle, des tournois de football à sept joueurs qui, très populaires en Côte d'Ivoire, sont dénommés Maracana. Le handball est également pratiqué, particulièrement par les filles, élèves du lycée de la ville.

## Sites Touristiques

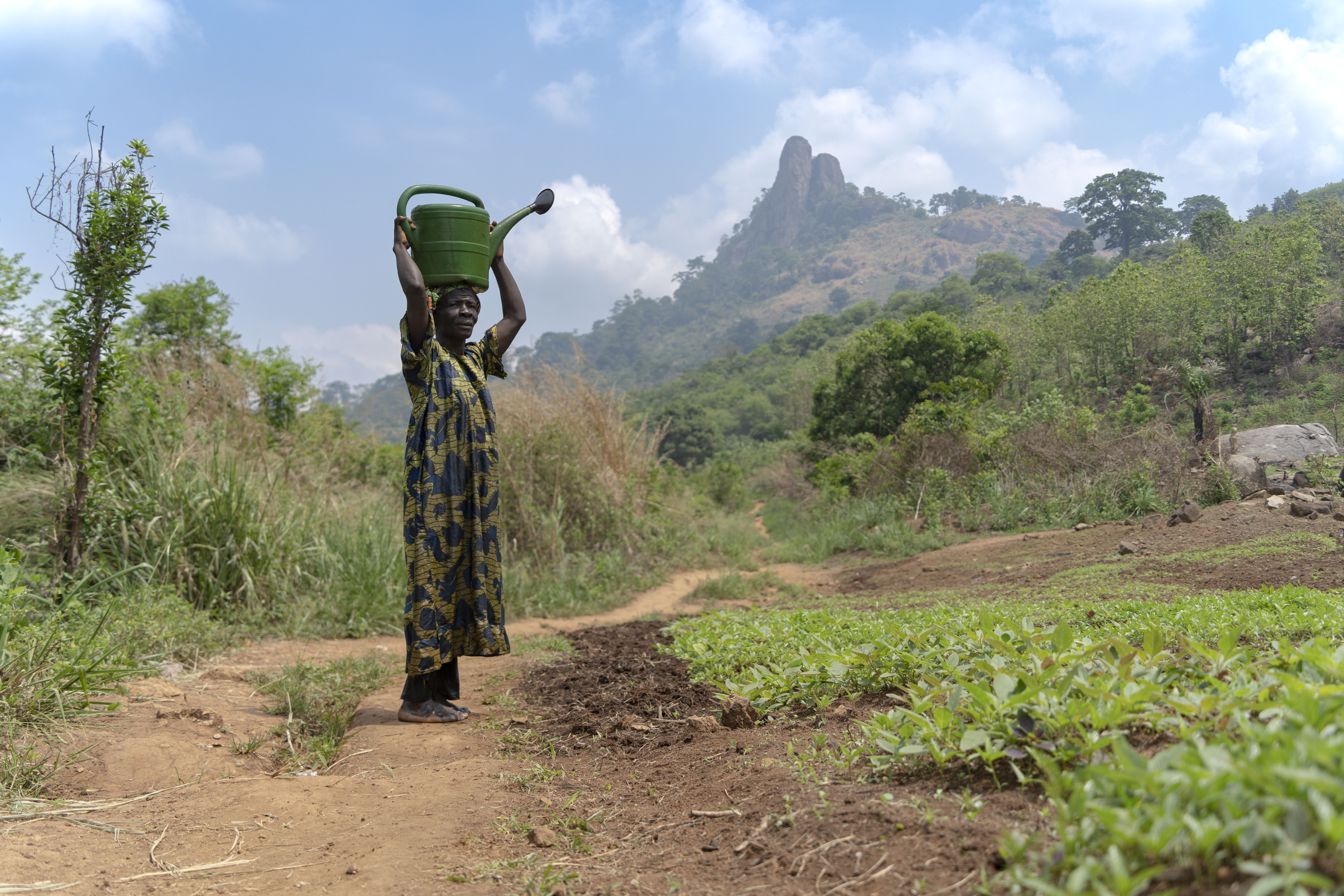
La route de la cascade de Man

- La région de Man a un riche patrimoine culturel et touristique. Elle est le porte-drapeau du tourisme ivoirien avec ses sites naturels, ses danses et fêtes traditionnelles[23].
- Concernant le patrimoine des villages environnants, à diverses occasions, dans les moments joie et même de grandes tristesses, on assiste à l’exécution de diverses danses folkloriques. Le « Toua Tan » avec le cor comme instrument de musique, le «Medy», les masques sacrés et aussi les échassiers[24].
- Nombreux et impressionnants ponts de lianes toujours construits nuitamment (déconseillés aux personnes sujettes au vertige). Seuls les initiés ont le droit de construire les ponts de lianes. Le plus haut de la région est le pont de Vatouo, à 100 km au sud-est de Man.
- Nombreuses cascades spectaculaires dans les environs, dont celle de Zadepleu à 5 km de Man. Elle est la plus grande de Côte d'Ivoire, et se trouve dans une zone sacrée. Chaque année, au pied de la cascade, l'autel de rituels accueille des sacrifices par les sages.

Cascade de Zadepleu.
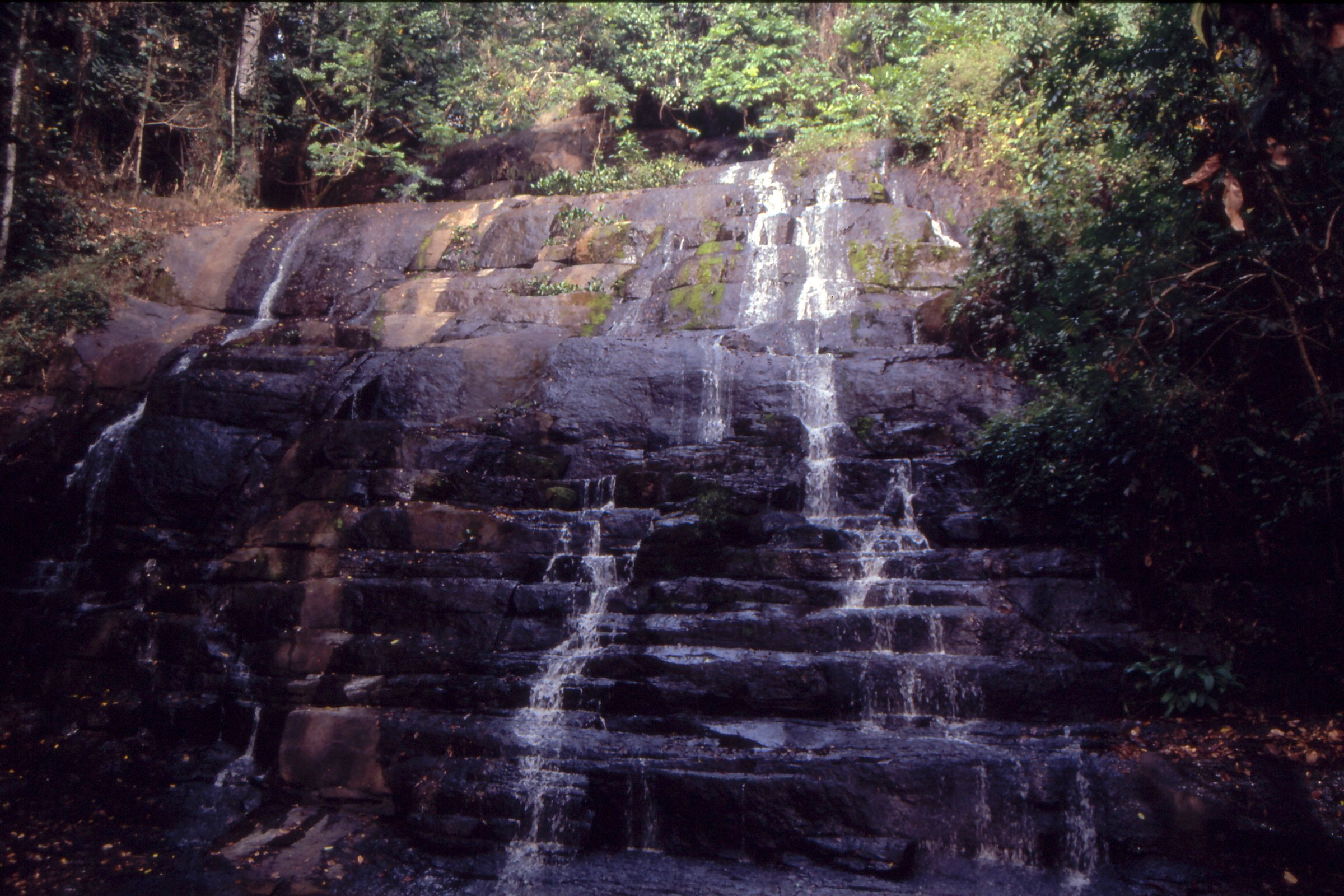
En saison sèche.
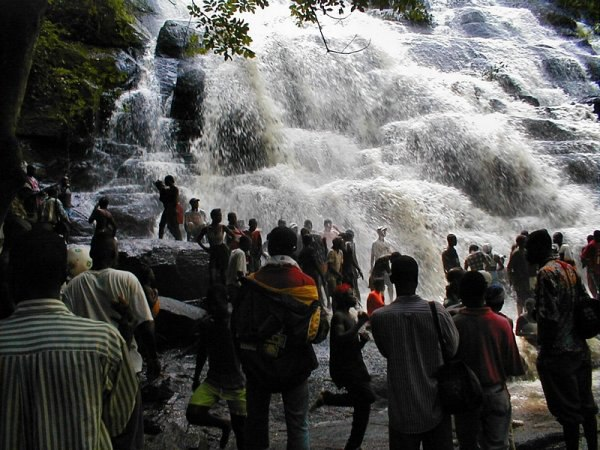
En saison des pluies.
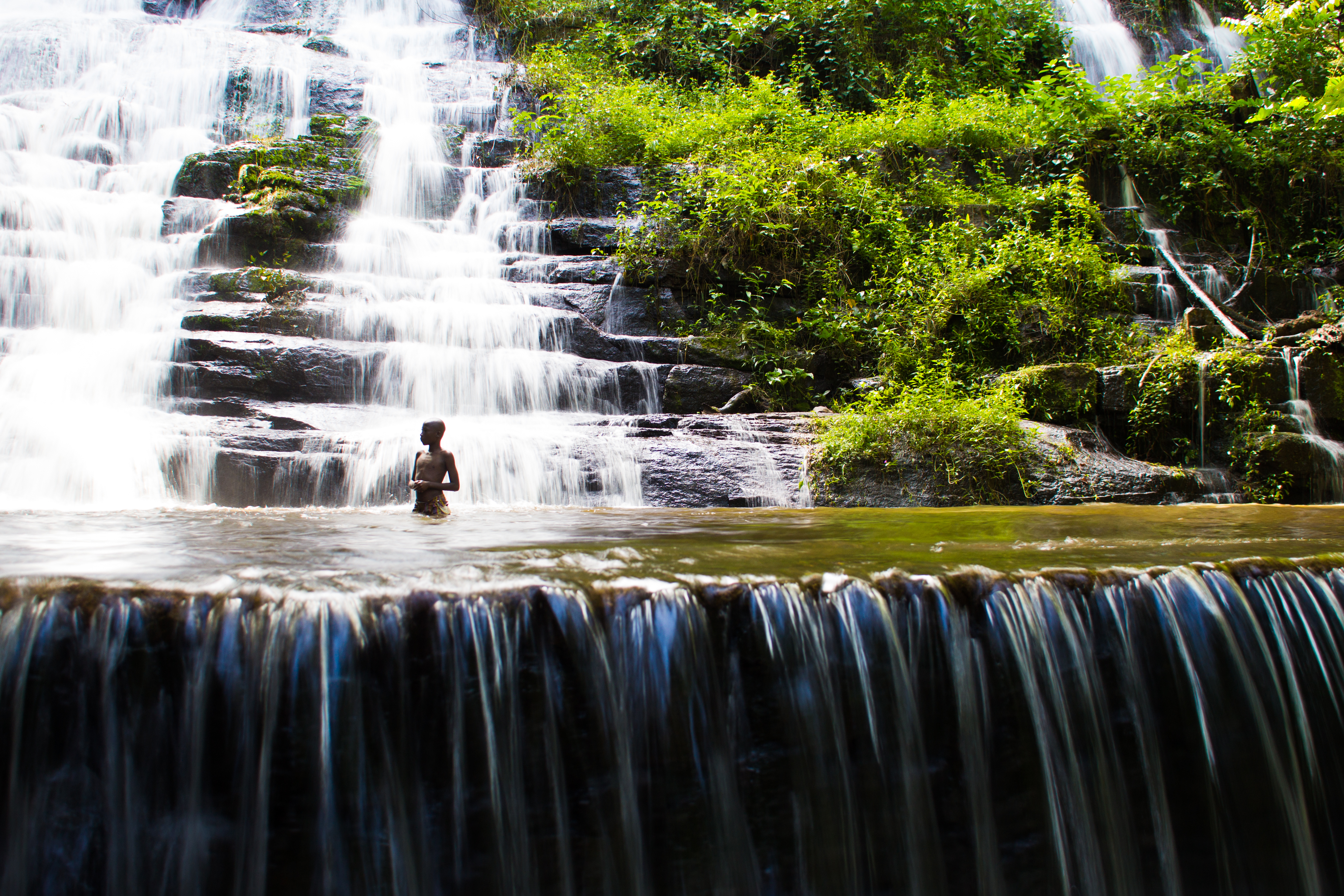
Baignade.
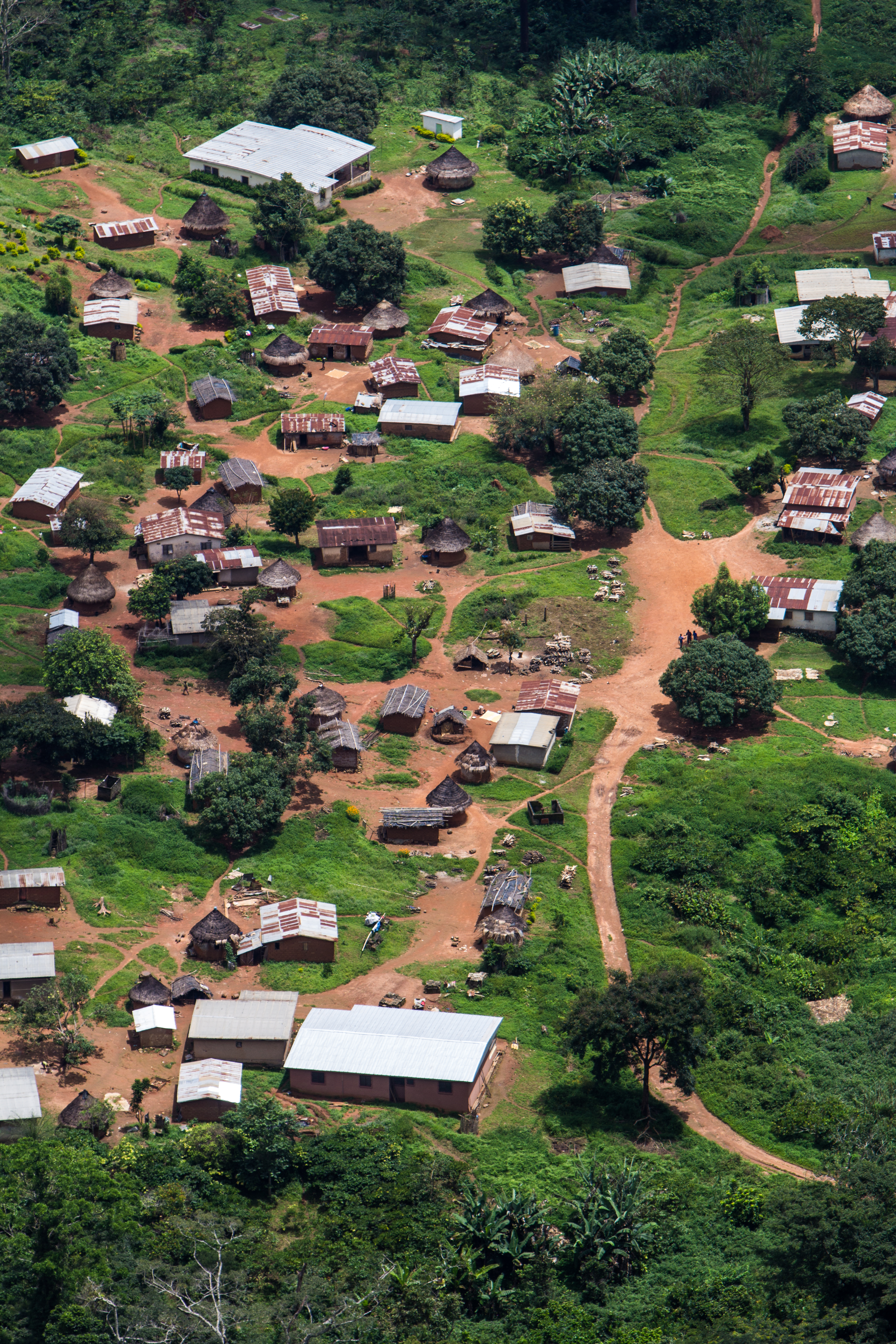
Village de Zadepleu.

- Parc national du Mont Sangbé à proximité.
- Mont Tonkoui, l'un des plus hauts sommets du pays (1189 m.)
- Mines de Fer de Kirao, construites par la société Panafrica en 2007. Ces mines abandonnées forment à présent des grottes interminables dans le mont Kirao.
- La dent de Man⁣ : ce mont de 881 m à 8 km de Man trône sur la ville. Ce mont est un terrain de randonnées pour les touristes, qui doivent compter en cinq et six heures de marche en aller-retour.
- Des festivals de danses traditionnelles sont nés, mais ont vite sombré. Un des festivals, le FECADAN (Festival de la Culture et des arts Dan), chaque année (en juin) nous permet de voir, les danses traditionnelles et les concours culinaires, la célébration de la fête des ignames, les courses de masques[25].
- Danses sur échasses, typiques des Yacouba.
- Fôret sacrée de Gbêpleu: sacrée à la suite d'un sacrifice humain au XIXe siècle, la forêt se situe à 3 km du centre-ville. Elle est aujourd'hui connue pour sa forte concentration en singes verts (Chlorocebus Sabaeus) friands de bananes douces, et qui font la joie des touristes.

## Personnalités
- Cyril Domoraud, footballeur
- Sidiki Konaté, député de Man
- Ambroise Gboho, footballeur professionnel
- Yaya Diomandé, écrivain
- Roseline Layo, chanteuse
- Mawa Traoré, chanteuse

## Jumelage
- Besançon (France) depuis 1991.